# Sarriá de Ter
Sarriá de Ter (en catalán y oficialmente Sarrià de Ter) es un municipio español de la provincia de Gerona, en la comunidad autónoma de Cataluña. Ubicado en la comarca del Gironés, tiene una población de 5392 habitantes (INE 2024).

## Historia
Estuvo habitado ya durante la época romana como demuestran los restos encontrados en 1970 correspondientes a una antigua villa del siglo I a. C. Esta villa está compuesta por cinco habitaciones y contiene suelos de mosaico así como numerosos restos cerámicos.
Su proximidad con Gerona ha hecho que su historia esté muy unida a la de la capital comarcal. Durante la Guerra de la Independencia española la villa fue saqueada por los tropas francesas. El puente que cruzaba el río Ter fue derruido durante las guerras carlistas.
Hasta la reforma de la nomenclatura municipal de 1916 el municipio se llamaba simplemente Sarriá. En dicha fecha su nombre fue modificado por el de Sarriá de Ter.
En 1968 el municipio quedó anexionado a Gerona, unión que finalizó en 1983 cuando recuperó su independencia municipal bajo el nombre de Sarrià de Ter.

## Demografía
Sarriá de Ter cuenta con una población de 5392 habitantes (INE 2024).
| Gráfica de evolución demográfica de Sarriá de Ter entre 1842 y 2021 |
| |
| Población de derecho según los censos de población del INE Población de hecho según los censos de población del INEEn estos censos se denominaba Sarriá: 1842, 1857, 1860, 1877, 1887, 1897, 1900 y 1910 Entre el censo de 1981 y el anterior, este municipio desaparece porque se integra en el municipio Gerona Entre el censo de 1991 y el anterior, aparece este municipio porque se segrega del municipio Gerona |

## Economía
La actividad agrícola fue desapareciendo poco a poco durante el siglo XIX tras la construcción en el término municipal de una fábrica de pasta de papel. Durante el siglo XX, la actividad industrial, especialmente la dedicada a fabricación y manipulación del papel, pasó a ser la principal fuente de ingresos del municipio. 

## Patrimonio
El pueblo está formado por los núcleos de Sarrià de Dalt y Sarrià de Baix. El de Sarrià de Dalt, el más antiguo de los dos, está organizado alrededor de la iglesia de Sant Pau. Este templo aparece citado en documentos del siglo XI como posesión del monasterio de San Pedro de Galligans.
El núcleo de Sarrià de Baix se originó a principios del siglo XIX. Actualmente hace las funciones de cabecera municipal. Su iglesia parroquial está dedicada a Nuestra Señora de la Misericordia y, aunque su construcción se inició en el XIX, la finalización de las mismas no se produjo hasta 1925. Las obras del templo, de estilo neoclásico quedaron paralizadas por culpa de la guerra de la independencia. Las tropas francesas utilizaron la inacabada iglesia como hospital de campaña.

## Fiestas
Sarrià de Dalt celebra su fiesta mayor el primer domingo de septiembre mientras que Sarrià de Baix celebra sus fiestas el segundo domingo de ese mismo mes.